# Robinson (Washington)
Robinson az Amerikai Egyesült Államok északnyugati részén, Washington állam Okanogan megyéjében elhelyezkedő kísértetváros.
Robinson postahivatala 1900 és 1902 között működött. A település nevét James Robinson vadászról kapta.

## Fordítás
Ez a szócikk részben vagy egészben  a   Robinson, Washington című angol Wikipédia-szócikk ezen változatának fordításán alapul.  Az eredeti cikk szerkesztőit annak laptörténete sorolja fel. Ez a jelzés csupán a megfogalmazás eredetét és a szerzői jogokat jelzi, nem szolgál a cikkben szereplő információk forrásmegjelöléseként.